# Österreichisches Kompetenzzentrum für Tribologie
Das Österreichische Kompetenzzentrum für Tribologie (englisch: Austrian Centre of Competence for Tribology, AC2T research GmbH, Akronym AC²T) ist ein 2002 gegründetes anwendungsorientiertes Forschungszentrum auf dem Gebiet der Tribologie mit Sitz in Wiener Neustadt (ca. 45 km südlich von Wien). Neben der Forschung stellt das Zentrum auch Entwicklungsdienstleistungen sowie Methoden der Werkstoffanalysen und -charakterisierung zur Lösung von industriellen Aufgabenstellungen zur Verfügung. Der Hauptstandort ist seit der Gründung am dortigen Technologie- und Forschungszentrum (tfz) in Wiener Neustadt angesiedelt. Von 2016 bis 2024 bestand zusätzlich eine Betriebsstelle im Techcenter Linz in Linz.

## Geschichte
AC²T wurde im Rahmen eines Projektes im Österreichischen Kompetenzzentren-Programm Kplus (welches sich seit 2010 als Exzellenzzentrum-Programm COMET fortsetzt) als eine Wissenschaft-Industrie-Kooperation, unter Führung des wissenschaftlichen Vereins Österreichische Tribologische Gesellschaft (ÖTG), und mit Beteiligung der Technischen Universität Wien, von 3 Unternehmen, sowie mehreren Wissenschaftern und Industrieberatern im Juli 2002 gegründet.  Die Gesellschafterstruktur weist immer noch die Hauptgesellschafter der Gründungsphase auf. Das Kompetenzzentrum für Tribologie ist eines der weltweit größten unabhängigen, privatwirtschaftlich organisierten, nicht-gewinnorientierten Forschungszentren in der Tribologie.
Im Sommer 2009 gab AC²T die erfolgreiche Evaluierung der ersten Förderperiode mit dem COMET Forschungsprojekt „XTribology - Excellence Center of Tribology“ bekannt. Dieser Erfolg sicherte dem Kompetenzzentrum Projektbudgets in der Höhe von rund 100 Mio. Euro für 10 Jahre (bis März 2020). Im Jahr 2016 wurde der Miteigentümer und damalige Wissenschaftliche Leiter des Kompetenzzentrums, Friedrich Franek, die weltweit bedeutendste Auszeichnung in der Tribologie, die Tribologie Goldmedaille 2016, verliehen.
Das von AC²T 2018 beantragte COMET Forschungsprojekt „InTribology – Tribology Intelligence - Customized Tribology for Industrial Innovation“ wurde im Mai 2019 inhaltlich von einer internationalen Jury im Rahmen eines Wettbewerbsverfahrens evaluiert, auf Basis der Jurybewertung von den finanzierenden Bundesministerien genehmigt und startete im April 2020. Dieses aktuelle Forschungsprojekt ist auf zwei Perioden mit einer Laufzeit von ursprünglich insgesamt acht Jahren, in einer modifizierten Form (budgetneutralen Verlängerung) nun von neun Jahren, und einem Forschungsvolumen je Periode von rund 44 Millionen Euro angelegt.

## Tätigkeits- und Forschungsbereiche
Das Kompetenzzentrum AC²T beforscht das Fachgebiet Tribologie. Das wissenschaftliche Personal des Zentrums - Forscher auf unterschiedlichen Qualifikationsstufen bis hin zu universitären Lehrpersonen insbesondere aus den Gebieten Chemie, Physik, Werkstoffwissenschaften, Maschinenbau, Elektrotechnik/Mechatronik, Messtechnik, Biologie und Informatik - erschließt anwendungsorientiert theoretisch und experimentell neues Wissen zu Ober- und Grenzflächenwechselwirkungen von Werkstoffen bzw. Materialien (insbesondere zu Schmierstoffen und Treibstoffen) mit den Schwerpunkten Reibung, Verschleiß und der Schmierstoffanwendung. Die Erarbeitung von Verschleißschutzschichten, die Entwicklung von Sensorsystemen für tribologische Parameter, die Charakterisierung von Schmierstoffen und deren Alterung, die Simulation tribologischer Mechanismen auf atomarer bis makroskopischer Größenskala, die Beschreibung der mit Reibungsprozessen zusammenhängenden tribochemischen Korrosion sind genauso Arbeitsergebnisse wie spezielle Methoden in Form von Laboraufbauten, insbesondere Tribometer, zur Bestimmung von Reibung und Verschleiß. Die Forschungsergebnisse werden in Form von begutachteten Beiträgen in Fachjournalen, Fachbüchern oder bei Fachkonferenzen regelmäßig veröffentlicht. Im Zusammenhang mit der Bearbeitung von Forschungsprojekten bzw. -themen wird auch die studentische Ausbildung durch Bereitstellung von Arbeitsmöglichkeiten für Master- bzw. Doktorarbeiten unterstützt.
Das Kompetenzzentrum führt anwendungsorientierte Grundlagenforschung und Innovationsforschung gemeinsam mit Projektpartnern aus der Industrie und Wissenschaft sowie Forschungs- und Entwicklungsdienstleistungen für industrielle Auftraggeber durch. Das Partnernetzwerk umfasst hierbei mehr als 100 Industriepartner und mehr als 40 universitäre und außeruniversitäre Forschungspartner.
Die Aktivitäten von AC²T sind in vier Forschungsbereichen (Areas) organisiert:
Der Forschungsbereich "Reibungsoptimierte Systeme" zielt auf die funktionsrelevante Oberflächen- und Werkstoffgestaltung von funktionalen (mechanischen) Bauteilen mit Fokus auf Zuverlässigkeit und Energieeffizienz. Wissen von der Systemebene bis hin zur Nanoebene (bzw. zu atomaren Mechanismen) wird hierzu genutzt. Die Umsetzung des Wissens in die reale Anwendung wird beispielsweise durch einen geeigneten „Digital twin“-Ansatz erreicht. Die Kombination von Simulation und Modellexperimenten ermöglicht die Erarbeitung von Übertragungsfunktionen in einer "Hardware-in-the-Loop"-Umgebung, welche die Beschreibung des realen Reibungsverhaltens eines tribologischen Systems unter realen Beanspruchungsbedingungen ermöglicht.
Area "Verschleiß-Reduzierungsstrategien für die Industrie" legt einen besonderen Schwerpunkt auf tribologisch beanspruchte Systeme unter rauen Umgebungsbedingungen, verschleißfeste Werkstoffe und Oberflächen sowie auf Zustandsüberwachung und aktionsoptimierte Instandhaltungsmethoden. Anhand von datengetriebenen Verschleißmodellen wird ein vertieftes Verständnis erarbeitet, wie Werkstoffe und Beschichtungen unter hohen Temperaturen und/oder korrosiver Umgebung verschleißen. Darauf aufbauend werden Verschleißschutzstrategien und – mit besonderer Schwerpunktsetzung – ausgewählte laserbasierte Fertigungstechniken zur Oberflächenbeschichtung entwickelt.
Der Forschungsbereich "Nachhaltige Schmierung" stellt sich den aktuellen technologischen und ökologischen Herausforderungen an die ganzheitliche Gestaltung zukünftiger Schmierstoffe und Schmierstellenversorgung. Wesentlich hierbei ist die Orientierung an der "Green Tribology"-Philosophie. Durch den kombinierten Einsatz von numerischen und experimentellen Werkzeugen werden maßgeschneiderte Schmierstoffe auf unterschiedlichen Größenskalen (atomar bis makro) entworfen. Darauf aufbauend werden datengetriebene Vorhersagemodelle entwickelt, um die Leistungsfähigkeit und die Lebensdauer sowohl von Schmierstoffen als auch von den geschmierten Systemen zu beurteilen.
Der strategische Forschungsbereich "Synaptische Tribologie" fasst – einem generischen Zugang folgend – Wissen aus der Tribologie-Grundlagenforschung mit der Expertise aus unterschiedlichen komplementären Fachgebieten (wie z. B. Informatik, Datenwissenschaften und Physik) in einem aktiven und integrativen Entwicklungsprozess für neuartige Tribodesign-Lösungen zusammen. Damit wird ein neuer Standard der Vorhersage der Leistungsfähigkeit dieser Lösungen für Anwendungen der Praxis erreicht. Durch konsequente Anwendung modernster datenwissenschaftlicher Methoden auf alle verfügbaren Datenquellen und deren Kombination mit Multiskalen-Simulationen, hochwertigen experimentellen Techniken und fortschrittlichen chemisch-physikalischen Analysemethoden wird das Ziel der datengetriebenen Forschung in der Tribologie erschlossen und damit die Digitalisierung in der tribologischen Forschung und Entwicklung vorangetrieben.

## Europäische Projekte
Der Einstieg des Kompetenzzentrums in F&E-Projekte der Europäischen Union erfolgte im Jahr 2006 als Koordinator des Marie-Curie-Forschungstrainingsnetzwerks WEMESURF. Weitere EU-Projektbeteiligungen folgten, wie z. B. die Mitwirkung als Konsortium-Mitglied im „Joint Undertaking Shift2Rail“ im Zeitraum 2016 bis 2022. Im Zeitraum 2019 bis 2022 koordinierte AC²T u. a. das europäische Innovationsprojekt i-TRIBOMAT und wirkte u. a. von 2019 bis 2023 als Partner im Forschungsprojekt triboREMEDY mit.